# Рециклиране на строителни отпадъци
Рециклиране на строителни отпадъци е разделянето и преработката на рециклируеми отпадъчни материали, получени по време на изграждане, реконструкция и събаряне (на английски „construction & demolition” или „C&D”). Материалите, използвани в строителството могат да бъдат под много форми: дърво, метал, стъкло, прозорци, асфалт, врати, водопроводни материали, бетон, керемиди, гипсокартон, излязло от употреба електрическо и електронно оборудване и т.н. Всички те представляват потенциално повторно използваеми суровини. От друга страна повечето от тях са инертни, тежки, обемисти, претоварват сметищата и не са биоразградими. Повечето такива отпадъци отиват в сметищата. Химически обработеният дървен материал например може да доведе до замърсяване на почвата и водата.
Някои материалите могат да бъдат рециклирани директно в същия продукт за повторна употреба. Други могат да бъдат преработени в други продукти. Рециклиране, което изисква допълнително обработване често не е икономически приложимо, освен ако съоръжението за рециклиране не е близо до източника на материала.

## Метод
Най-важното при рециклиране на строителните отпадъци е разделното им събиране в момента на генериране. Трябва да бъдат осигурени големи метални контейнери за разделно събиране. Материали като метал, водопроводни тръби, кабели, гипсокартон и дърво трябва да бъдат поставяни в индивидуални контейнери. Те трябва да бъдат достатъчно близо до строителния обект, за да се използват навреме.
Строителните фирми трябва да планират рециклирането на отпадъци още преди започването на строителството на обекта. Мястото на контейнерите за рециклиране е предварително определено и ясно. Всички работници трябва старателно да разделят материалите, за да бъде рециклирането ефективно. Така няма да има опасност малки количества опасен материал да попаднат при такъв, който може да бъде рециклиран.
Основните стъпки при рециклирането на строителни отпадъци са:
1. Сортиране (разделяне);
2. Раздробяване с хидравлична ножица или чук (ако размерът на отпадъците е по-голям от отвора на трошачката);
3. Отстраняване на металите (при стоманобетонни отпадъци);
4. Пресяване (на нежелани примеси);
5. Натрошаване;
6. Фракциониране (разделяне на групи според големината на зърната с различни сита);
7. Пречистване на фракционните материали (дърво, пластмаса и др.) и на праховата фракция, която може да попречи при повторната употреба като добавъчен материал.

## Ползи
Намаляването на изхвърлените C&D отпадъци в депа и горивни съоръжения предоставя множество ползи:
1. Колкото по-малко отпадъци има, толкова по-малко съоръжения за изхвърлянето им ще са необходими. Съответно и потенциално намаляване на свързаните с околната среда въпроси, включително вредните емисии на метан, който допринася за глобалното изменение в климата.
2. Намаляване, повторно използване и рециклиране на C&D материали компенсира необходимостта от непокътнати ресурси, което също намалява емисиите на парниковите газове.
3. Реконструкцията и селективните методи за събаряне намаляват количеството на материали за изхвърляне и осигуряват възможност за бизнес в рамките на местната общност.

Рециклирането на строителни материали е важен елемент от „зелените“ сгради. Похватите при „зеленото строителство” спестяват пари, енергия, ресурси и създават работа и жилищни пространства, които се харесват на хората.

## В САЩ
Агенцията за опазване на околната среда в САЩ (Environmental Protection Agency) има специално поставени цели що се отнася до строителните отпадъци и тяхното рециклиране:
1. Характеризиране, измерване и подобряване на знанията и разбирането на потока от C&D отпадъци.
2. Насърчаване на научните изследвания и развиване на най-добри практики за намаляване и възстановяване на C&D отпадъци.
3. Благоприятстване на пазари за отпадъци от строителни материали и други рециклирани отпадъци, които могат да бъдат включени в строителни продукти.
4. Работа с ключови участници в строителството и реконструкцията за прилагане на по-ефективни практики за оползотворяване на ресурсите.
5. Включване на C&D отпадъци във въпроси и проекти за по-широко „зелено строителство“.

## В Европейския съюз и България
Отпадъците от строителството са определени като приоритетни от Европейския съюз. Налице е голям потенциал за рециклиране и повторна употреба. Освен това технологията за оползотворяване на тези отпадъци е добре развита, лесно достъпна и сравнително евтина. Въпреки това в рамките на Европейския съюз нивото на рециклиране и повторна употреба варира между 10% и 90%. Една от целите на Рамковата директива за отпадъците (Waste Framework Directive (2008/98/EC)) е европейското общество да стане рециклиращо. Предвижда се държавите членки на ЕС да предприемат необходимите мерки, за да може до 2020 г. най-малко 70% от неопасните строителни отпадъци да бъдат повторно употребявани, рециклирани или да претърпяват друго оползотворяване.
В България депонирането е все още основен метод за обезвреждане на строителни отпадъци. В България Министерството на околната среда и водите публикува Наредба за управление на строителните отпадъци и „Ръководство за управление на строителните отпадъци на територията на Република България“. Европейските изисквания по тази област се ратифицират и в България. Целта на Наредбата е да въведе нов модел за управлението на строителни отпадъци, да намали общото количество, които се депонират и достигане на 70% рециклиране до 2020 г. Според прогнозите на Министерството основен източник на строителни отпадъци до края на десетилетието ще бъдат по-скоро от пътния и железопътния сектор, отколкото от тези свързани с ремонт и саниране на сгради. Именно фактът, че те са най-често смесени и се генерират в по-продължителен период, в сравнително малки количества и от различни обекти, е най-голямата пречка те да бъдат основен източник на рециклируеми строителни материали.